# Burias
Burias é uma das três maiores ilhas da província de Masbate, nas Filipinas.
A ilha conta com duas cidades Claveria e San Pascual.